# Kopciówka (Białoruś)
Kopciówka (biał. Капцёўка, Kapciouka; ros. Коптёвка, Koptiowka) – agromiasteczko na Białorusi, obwodzie grodzieńskim w rejonie grodzieńskim, siedziba administracyjna sielsowietu.

## Historia
W latach 1921–1939 Kopciówka była siedzibą gminy Hornica w ówczesnym województwie białostockim. 
Według Powszechnego Spisu Ludności z 1921 roku wieś zamieszkiwało 226 osób, 143 było wyznania rzymskokatolickiego, 82 prawosławnego a 1 ewangelickiego. Jednocześnie 160 mieszkańców zadeklarował polską przynależność narodową, 61 białoruską a 5 inną. Było tu 38 budynków mieszkalnych. W pobliskim folwarku, położonym na północ od wsi, mieszkało 28 osób, 12 wyznania rzymskokatolickiego, 16 prawosławnego. 12 mieszkańców deklarowało polską przynależność narodową, 9 białoruską a 7 inną. 
Pod okupacją hitlerowską (w Bezirk Bialystok) istniała gmina Kopciówka.
Działają tu dwie parafie – prawosławna (pw. Zaśnięcia Matki Bożej) i rzymskokatolicka (pw. Wniebowzięcia Najświętszej Maryi Panny). Kościół parafialny Wniebowzięcia Najświętszej Maryi Panny został ustanowiony sanktuarium Matki Bożej Jasnogórskiej Cierpliwie Słuchającej.

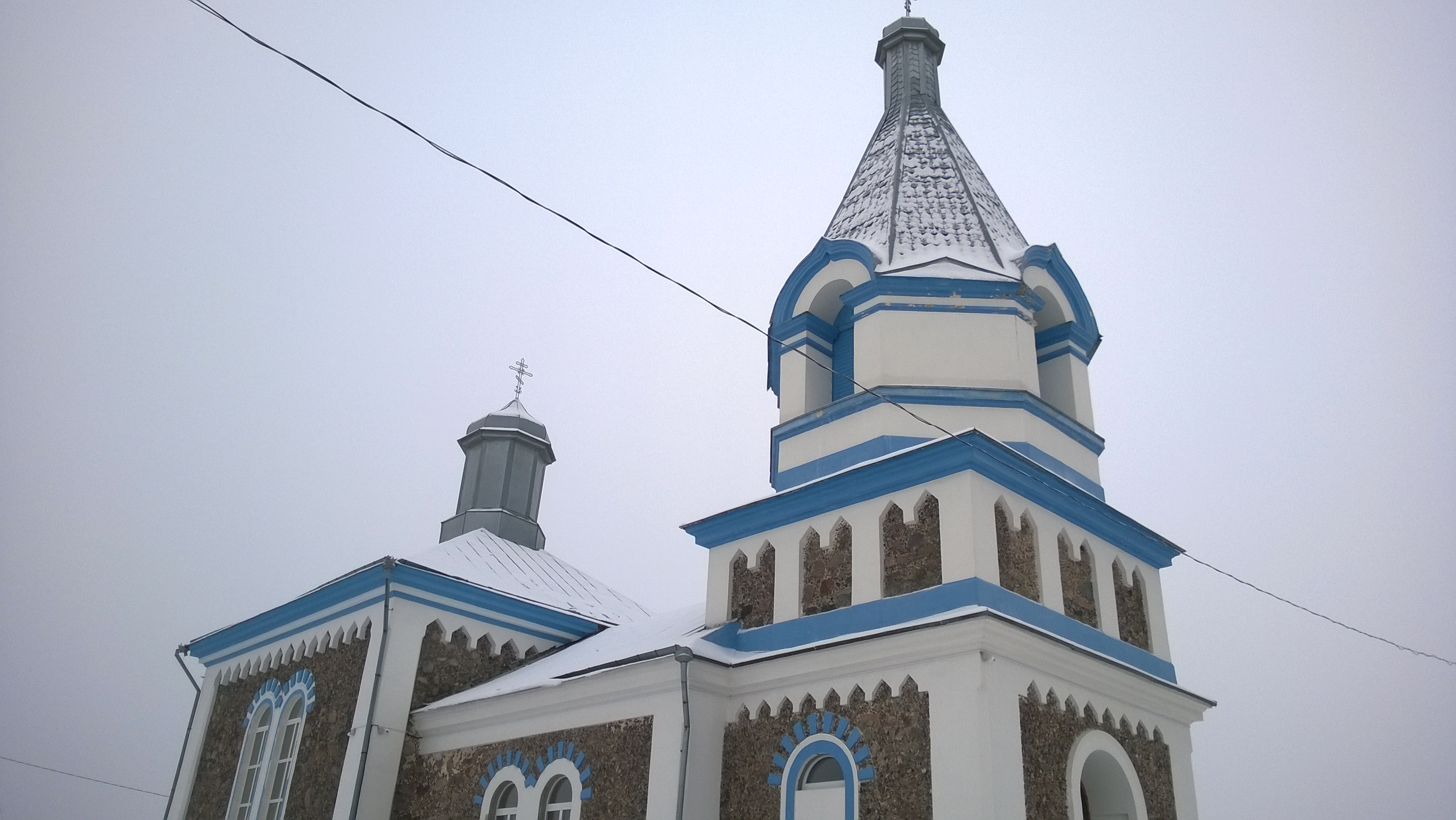
Cerkiew Zaśnięcia NMP